# Jean-Marc Dion
Jean-Marc Dion (mort le 21 octobre 2005 à l'âge de 82 ans) fut maire de la ville de Sept-Îles en Côte-Nord (Québec, Canada) durant 24 ans.

## Biographie
Jean-Marc Dion, en tant que membre des Frères de l'instruction chrétienne, est enseignant à Haïti de 1942 à 1949 puis au Japon de 1951 à 1958, où il fonde une mission mennaisienne et où il dirige une école internationale,.
Il devient résident de Sept-Îles en 1958.  Il fait carrière dans le monde de l'éducation comme enseignant, directeur d'école et président de la commission scolaire. En 1970, il devient traducteur de japonais et formateur-spécialiste pour la compagnie minière Iron Ore Company of Canada.
Il est élu pour la première fois maire de Sept-Îles en novembre 1973 à l'âge de 50 ans, poste qu'il occupera jusqu'en novembre 1997,.  On compte parmi ses réalisations durant cette période l'implantation de la centrale hydro-électrique SM-3 d'Hydro-Québec, la mise en place du quai international au port de Sept-Îles ainsi que la création de la salle de spectacle de Sept-Îles.  On relève que sa plus grande réalisation sera sa contribution à l'implantation dans la ville de l'Aluminerie Alouette,,.  Il est préfet de la MRC de Sept-Rivières de 1982 à 1992.  Il siège pendant quatorze ans au conseil d'administration de l'Union des municipalités du Québec.
Il reçoit en avril 2001 la médaille de l'Université du Québec à Chicoutimi.  Il est également fait membre honoraire à vie de l'Union des municipalités du Québec en avril 2005.  La salle de spectacle de Sept-Îles a été nommée "Salle Jean-Marc Dion" en son honneur.